# 挙国一致内閣
挙国一致内閣（きょこくいっちないかく）とは、大規模な戦争や恐慌といった国家の危機や政党内閣の危機に際して、対立する政党をも包含して作られた内閣をいう。

## 各国の概要
昭和期の日本では、五・一五事件の後に登場した海軍出身者を内閣総理大臣として擁立した1932年の齋藤内閣や1934年の岡田内閣、大政翼賛会や陸軍によって支えられた近衛内閣や戦時下の東條内閣が有名である。齋藤内閣から終戦後の1945年に成立した幣原内閣までの戦前・戦中・戦後の内閣が挙国一致内閣に分類される。
齋藤・岡田両内閣は政党内閣ではないが、純粋な超然内閣でもないとして「中間内閣」とも呼ばれる。
海外では「National unity government」または「government of national unity」が、日本で言う挙国一致内閣に相当する。
イギリスでは第一次世界大戦中に成立した第2次アスキス内閣やロイド・ジョージ内閣、世界恐慌対策として1931年のマクドナルド内閣が有名である。他、チャーチルも第二次世界大戦の間、保守党・労働党・自由党というほぼ全政党による挙国一致内閣を組織した。
ドイツ帝国においては、第一次世界大戦中に党派争いが停止されて全党派が政府の戦争遂行を支持する「城内平和」と呼ばれる「Allparteienregierung（全党政府）」が構築された。第一次世界大戦後のワイマール共和国では選挙制度が比例代表制だったため、そもそも連立が前提となっていたが、とりわけ1923年にはハイパー・インフレの危機からドイツ国家人民党とドイツ共産党の左右両極を除いた全党派が参加・支持する挙国一致的なシュトレーゼマン内閣が成立している。
同時期フランス第三共和政においても「神聖なる団結」（ユニオン・サクレ）という名前で同様の挙国一致体制（Gouvernement d'union nationale）が築かれた。
イスラエルでは1967年の第三次中東戦争勃発に伴い、レヴィ・エシュコル政権に野党指導者のメナヘム・ベギンらが加わり挙国一致内閣が樹立された。また、2023年10月7日にはパレスチナ過激派ハマースがガザ地区より奇襲攻撃を仕掛け、イスラエルもこれに反撃し宣戦布告を行う事態となり（2023年パレスチナ・イスラエル戦争）、与野党で臨時の統一内閣を樹立する機運が高まり、10月10日に与党リクードは挙国一致内閣を樹立することを発表。野党のイェシュ・アティッドや国家団結が参加に合意。翌11日にベンヤミン・ネタニヤフ首相、ヨアヴ・ガラント国防相、ベニー・ガンツ前国防相の3人からなる戦争対応内閣が通常の内閣とは別に発足し、戦争の遂行に関係ない法案や政府決定は一切凍結された。